# Wyrób czekoladopodobny

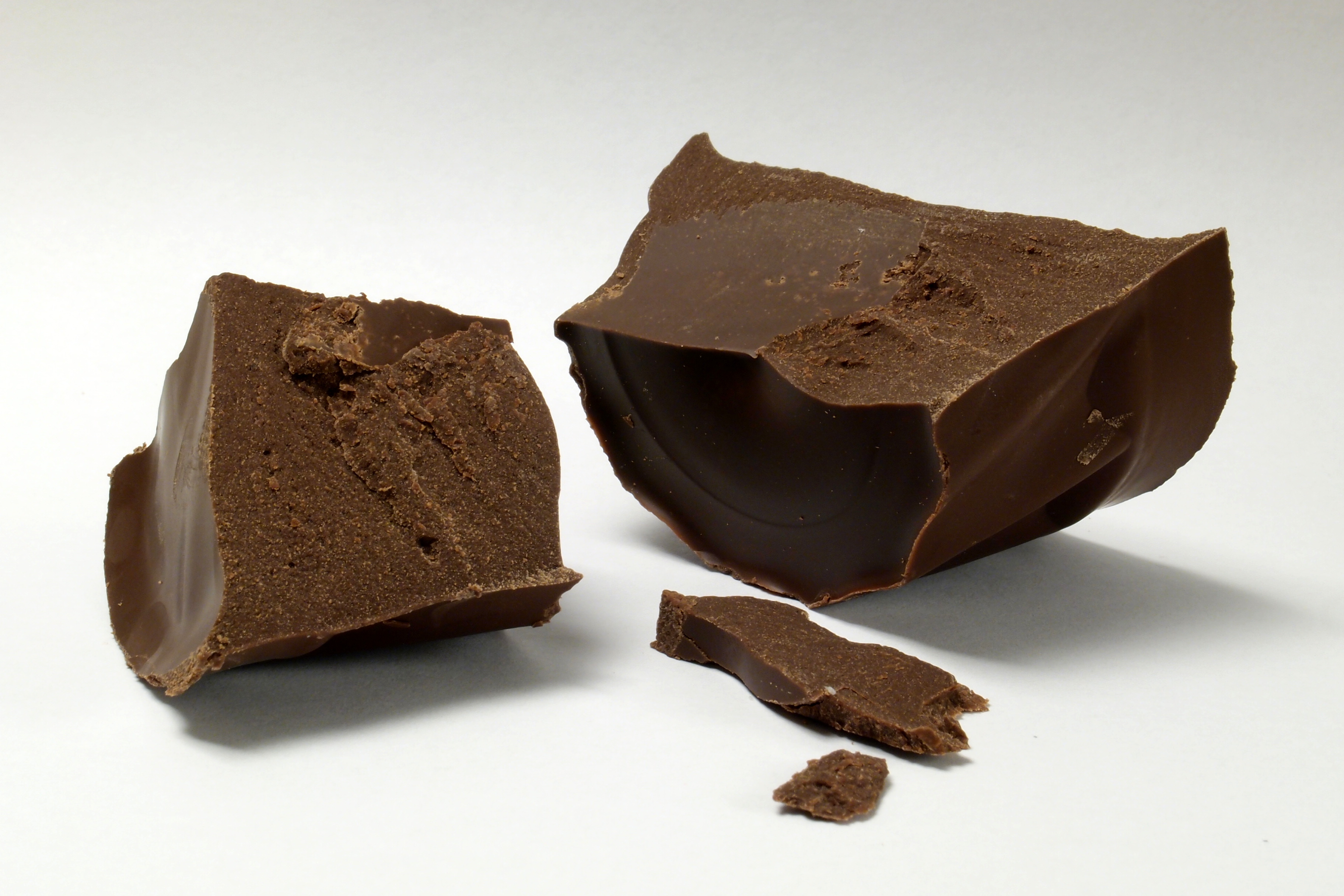
Kawałki czekoladopodobnego wyrobu

Wyrób czekoladopodobny – produkt cukierniczy, w założeniu mający być podobny w wyglądzie i smaku do czekolady, w którym tłuszcz kakaowy zastąpiono tłuszczem innych roślin. 

## Wyroby w Polsce
W Polsce produkcja wyrobów czekoladopodobnych rozpoczęła się w latach 80. XX w. Powodem zmiany technologii i wprowadzenia do handlu wyrobu czekoladopodobnego były trudności z zaopatrzeniem zakładów przemysłu spożywczego w importowane kakao. Początkowo do produkcji używano tłuszczów innych niż kakaowiec roślin tropikalnych, następnie nawet oleju rzepakowego. Wyroby czekoladopodobne nie podlegały kartkowemu systemowi reglamentacji słodyczy. Stały się jednym z symboli PRL-u, na równi z etykietą zastępczą, w którą były niekiedy pakowane.
Nazwa „wyrób czekoladopodobny” powszechnie kojarzy się z okresem PRL, ale po zmianie ustroju nie przestano sprzedawać takich wyrobów w polskich sklepach. Negatywny wydźwięk tej nazwy spowodował użycie innych określeń, np. „tabliczka deserowa”, „mleczna” i in.
W produktach czekoladopodobnych zawartość kakao nie przekracza 14-16% całkowitej masy. Większość producentów dla uzyskania gładkiej, jednorodnej struktury dodaje do czekolady lecytynę sojową (E322), lub PGPR (polirycynooleinian poliglicerolu – E476), co pozwala zmniejszyć zawartość drogiego masła kakaowego i obniżyć lepkość masy.

## Klasyfikacja wyrobów
Wyroby czekoladopodobne i wyroby w polewie kakaowej rozróżniane w polskiej gastronomii:
- wyroby czekoladopodobne,
- herbatniki w polewie kakaowej,
- pierniki w polewie kakaowej,
- wafle w polewie kakaowej,
- pieczywo piankowe w polewie kakaowej,
- pieczywo cukiernicze trwałe w polewie kakaowej pozostałe.